# ナチュリラ
『ナチュリラ』はさぁさのアルバム。

## 概要
ジャケットデザインはFM802のアーティストプロジェクト「digmeout」所属イラストレーターのSachicafeによるもの。アルバムタイトルの由来はさぁさ曰く「ナチュラルとリラックスを足した造語」とのこと。タイトル曲「ナチュリラ」は関西テレビ「モモコのOH!ソレ!み〜よ!」10月～12月度エンディングテーマ。

## 批評
CDジャーナルは「楽曲それぞれが生ギターの弾き語りでも成立するぐらいの完成度を保っているのが強み」と評した。

## 収録曲
1. ナチュリラ
編曲：麻井寛史
2. Darling -夏-
編曲：岡本仁志
3. ハローハローハロー
編曲：中野純吾
4. melody
編曲：新井健史[6]・寺前甲
5. グッナイ
編曲：古井弘人
6. 何万回
編曲：今川瞬[7]
7. 何故
編曲：新井健史
8. ふたりのPEACE
編曲：新井健史
9. パ・パリラ♪
編曲：麻井寛史
10. 金魚のうた
編曲：さぁさ
11. VOICE
編曲：古井弘人

## 参加ミュージシャン
- さぁさ - アコースティックギター、パーカッション、コーラス
  - 岩井勇一郎 - ギター
  - 岡本仁志（GARNET CROW） - ギター
  - 麻井寛史 - ベース
  - KINTA - ベース
  - 車谷啓介 - ドラム、パーカッション
  - 鶴屋裕一 - ドラム